# Trotsky Vengarán

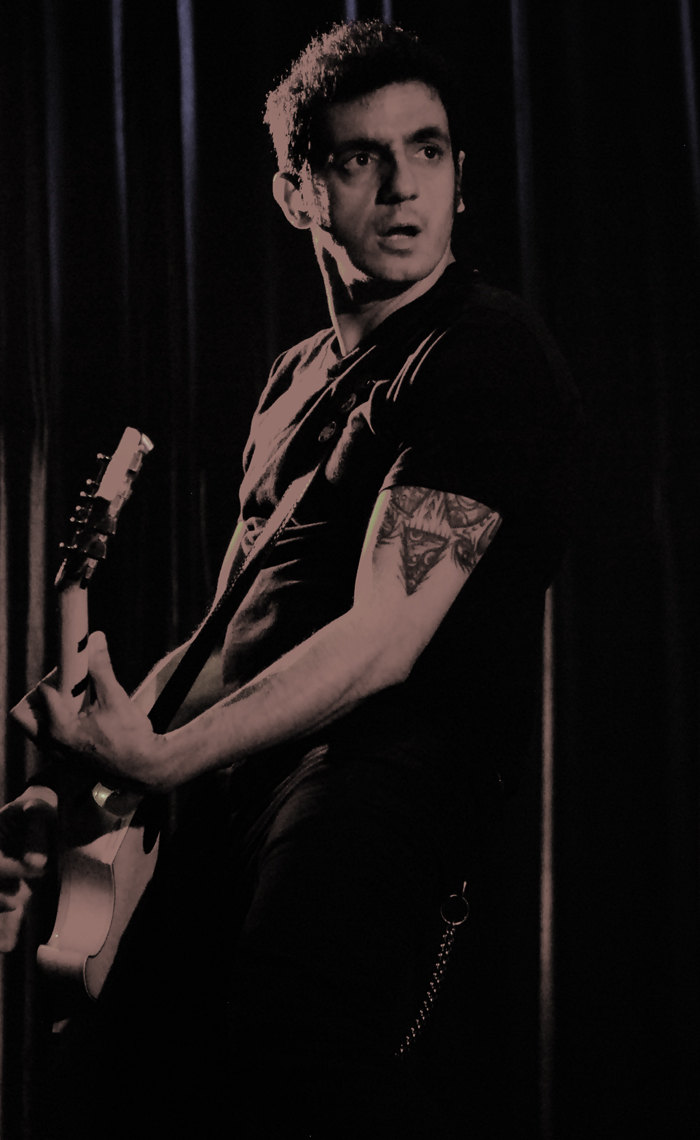
Hugo Díaz, guitarrista de la banda Trotsky Vergarán, año 2008.

Trotsky Vengarán (también conocidos como TKYVGN) es una banda de punk rock uruguayo que se formó en 1991, integrada actualmente por Guillermo Peluffo en voz, Hugo Díaz en guitarra, Guillermo "Cuico" Perazzo en batería y Juan Pablo Granito en bajo. Desde el principio deciden practicar un rock pesado y directo, con influencias de bandas como The Ramones, Beastie Boys, y bandas de los '50 y '60. Con un estilo marcadamente punk, pero con componentes del hardcore, sus canciones son de temáticas variadas, donde se destacan críticas sociales y políticas, así como también baladas románticas y temas adolescentes y vida adulta.

## Historia
Trotsky Vengarán nace en Montevideo en 1991 compuesta en un principio por cinco integrantes: Guillermo Peluffo, Hugo Díaz, Guillermo Perazzo, Ignacio Guasch, Marcelo Abreu.
El origen del nombre la banda surge por el contexto en que surgió la misma. A principios de los años 1990 el fin de la Guerra Fría era más que evidente. En una entrevista de Guillermo Peluffo a Montevideo Portal en 2017 contó lo siguiente:
En el momento histórico que lo hicimos, éramos estudiantes de liceo y se venía la época de la Perestroika. Mientras sucedían esas cosas, tiraban abajo la estatua de Stalin y se empezó a desmoronar toda Europa del Este, y hubo un personaje clave de todo ese cuento que era como una espina en el imaginario del comunismo internacional: León Trotsky. Fue Gerardo Michelín el que dijo que una banda punk tenía que llamarse Trotsky, y ahí buscamos una palabra más para que sonara raro. "Trotsky vencerá", "Trotsky se vengará", y al final quedó "Trotsky Vengarán".

### Salud, dinero y dinero (1994)
En 1993 graban dos temas Reflejo y Korean Boys, para integrar la ensalada Criaturas del Pantano, editada por el sello independiente Perro Andaluz. En ese mismo año se filma el videoclip del tema Reflejo, que resulta premiado en el Festival de Cine y Vídeo de Lima, Perú. En noviembre del mismo año graban su primer CD, Salud, Dinero y Dinero, que sale a la venta a principios de 1994, a través del sello Ruta 66. Eligen como tema de difusión Mueve que te Mueve del que graban el videoclip que es exhibido por la cadena hispanoamericana MTV. En el mismo mes son elegidos para abrir el show de The Ramones, en su única visita al Uruguay. El recital, realizado en el Palacio Peñarol ante 6000 personas, es su primera presentación ante un público masivo y marca un hito en la carrera de la banda.
En 1995 Ignacio Guasch y Marcelo Abreu dejan el grupo, que se convierte en un cuarteto con la incorporación de Felipe Di Stefani (ex Guerrilla Urbana y Puticlub) en el bajo. Durante ese año realizan la gira Epidemia Sónica junto a Chicos Eléctricos por el interior del país, y cierran el año con dos recitales en La Factoría, el primero junto a The Supersónicos y el segundo con 2 Minutos. Mientras tanto, preparan la grabación de su segundo CD.

### Clase B (1996)
A principios de 1996 se graba Clase B, para el sello Orfeo. El disco fue grabado en Estudio Record con Alejandro Mérola y masterizado en Buenos Aires en el estudio Del Garden. Cuenta con 18 temas que acentúan las influencias más punks de la banda apareciendo también ciertos ritmos hardcore, matizado con versiones de músicos tan dispares como Nino Bravo (Un Beso y Una Flor y Tú Cambiarás) y Johnny Thunders (Do you love me? y I Wanna Be Loved). De este disco se realizan dos videoclips dirigidos por Guillermo Peluffo: Un Beso y Una Flor y Tu Lugar. Culminan el año tocando junto a Divididos en el Teatro de Verano para casi 5000 personas.
En abril de 1997 participan en la primera edición del festival Rock de Acá en el Teatro de Verano y más tarde en Rock en AFE junto a Buitres, La Vela Puerca, Tintoreros de Argentina y Peyote Asesino. Durante este año Felipe Di Stefani abandona la banda, siendo sustituido por Nicolás Pequera. Luego de despedir el año tocando en la tercera edición del Circo y junto a Buitres en Zorba de Solymar, dedican el verano para componer los temas de su tercer disco.

### Yo no fui (1999)
A principios del 1998 Trotsky firma contrato con Universal Records. Luego de participar en el festival Rock´n ROU, en el Teatro de Verano, la banda viaja a Buenos Aires, donde durante julio y agosto graba Yo no Fui, producido por el ex GIT, Pablo Guyot y grabado en los estudios Del Abasto al Pasto, donde también grabaran bandas como Riff, Almafuerte (banda), Attaque 77 y Fabulosos Cadillacs. De este trabajo se filman dos clips dirigidos por Guillermo Peluffo: Por Vos y Tocando Fondo.
En septiembre son la banda soporte de Marky Ramone and the Intruders, donde los invitan a subir al escenario al final de su show para tocar el clásico I Wanna Be Sedated, invitación que se repite en el show de The Intruders en la ciudad de Buenos Aires.

### Durmiendo afuera (2001)
En los primeros meses del 2000 comienzan a componer los temas del cuarto disco Durmiendo Afuera, el cual graban nuevamente en los estudios Del Abasto, en Buenos Aires con la producción artística de Jaime Roos. El disco se termina de grabar en Montevideo, en el estudio Camposónico, de Juan Campodónico, en los meses de octubre, noviembre y diciembre. Durante ese año son teloneros de la banda alemana Die Toten Hosen en su única presentación en Montevideo.
A principios del año 2001 Nicolás Pequera deja la banda, siendo sustituido por Héctor Souto (exintegrante de Batidora). Durmiendo Afuera sale a la venta a mediados de junio, editado por el sello uruguayo Koala Records. El año se cierra con una recordada presentación en La Fiesta Final en las canteras del Parque Rodó, tocando para más de 1000 personas. Durmiendo Afuera marcó un antes y después en la carrera de Trotsky Vengarán. Este disco los hizo más conocidos, y de él se desprenden grandes himnos de la banda como "El alma en 2", "Orsai" y "La cruz". Actualmente en las presentaciones se eliminó del setlist la canción "El narigueta". Otro tema muy conocido de la banda es un cover de la canción "Una vez más", del productor del disco, Jaime Roos. El primer track de este CD es "Sataman", canción describe la vida de uno de los tantos personajes de la banda.

### Todo lo contrario (2002)
A principios del 2002 la banda comienza a preparar su quinto disco, Todo lo Contrario editado por Koala Records. Nuevamente graban las bases en Argentina en los estudios Del Abasto Al Pasto, con Claudio Romandini como ingeniero de sonido. Las voces se graban en el estudio Pitanga Sound de Montevideo con Johnny Roldán. El arte fue hecho por Santiago Guidotti. En agosto se presentan por primera vez en la ciudad de Buenos Aires en el Marquee junto a Expulsados. En octubre comparten escenario con Buitres después de la una, Attaque 77 y Expulsados, en el festival 12 Años de la Factoría en el Teatro de Verano para 5000 personas.

### Pogo (2003)
Dedican el año 2003 a tocar ininterrumpidamente en Montevideo y en el interior del país. En mayo la banda se presenta en dos noches con entradas agotadas en la discoteca Pacha Mama de Montevideo. Esos recitales se convertirán posteriormente en Pogo, sexto trabajo de la banda y primero grabado íntegramente en vivo, también editado por Koala Records. El disco cuenta con 23 canciones que recorren toda la carrera de la banda. El arte fue hecho por Santiago Guidotti. Ese mismo año, reciben el Premio Graffiti a la Mejor Banda del 2002, otorgado por voto popular. Culminan el año presentándose ante 35000 personas en la primera edición del Pilsen Rock de la ciudad de Durazno junto a bandas como Buitres, Hereford, Graffolitas y La Renga, y cerrando el Cabildo Open Festival en el Velódromo Municipal de Montevideo junto a Attaque 77 y Catupecu Machu entre otras.
El 2004 marca la llegada del primer Disco de Oro, otorgado a la banda por las ventas de Pogo. Así mismo, en la nueva edición de los Premios Graffiti al Rock Uruguayo esta vez es el jurado quien reconoce a Trotsky como la banda del 2003. En este año editan su primer DVD que contiene la totalidad del show realizado en Pacha Mama, además de los videoclips Todo puede estar mucho peor, Historias sin terminar y Una vez más (todos dirigidos por Guillermo Peluffo), además de 17 galerías con fotos de distintos recitales tanto de Montevideo como del interior del país. Terminan el año participando de la segunda edición del Pilsen Rock para casi 70000 personas en el Parque de la Hispanidad de la ciudad de Durazno.

### 7 veces mal (2005)
En el 2005, al igual que en los últimos discos, dedican el verano para componer los temas del séptimo disco. Producido artísticamente por ellos mismos, eligen 16 canciones para integrar 7 Veces Mal. Las bases se grabaron en Circo Beat (Buenos Aires) y las voces en el estudio Cablesanto (Santiago de Chile). Lo mezclan y masterizan en El Abasto. El arte fue hecho por Santiago Guidotti. El ingeniero de grabación de todas las instancias fue nuevamente Claudio Romandini y es el cuarto trabajo editado por Koala Records.

### Hijo del Rigor (2006)
Se grabó durante los meses de julio y agosto del 2006 en los Estudios Arizona de Frank Lampariello, con Federico Langwagen como técnico de grabación y con la producción artística de Gustavo Parodi. Se editaría a través del sello Koala Records. El arte fue hecho por Santiago Guidotti.

### No estamos solos (2007)
Segundo disco en vivo de la banda, fruto de aquel 5 de mayo de 2007 que congregó a un pueblo en el Teatro de verano de Montevideo, bajo una intensa lluvia. Ese toque fue también la primera aparición del "Vengador Enmascarado", personaje interpretado por Guillermo Peluffo. La elección de los temas es sesgada en dos sentidos: mucha presencia de temas de discos posteriores al Pogo, y ningún cover. Esta obra fue producida por ellos mismos, junto con la producción ejecutiva de Claudio Picerno. El arte fue hecho por Santiago Guidotti. El tracklist se conforma por: El último polvo, Lo haría todo otra vez, La tierna pesadilla, Detrás del arco, El funebrero, Ya no puedo parar, La mala memoria, Otro lugar, Enfermedad, Cerca del infierno, 3 veces mal, ¿Por qué a mi?, Los secretos, Orsai, Vestida para matar, Welcome to the tercer world, 15 minutos, El alma en 2, La vida sigue igual, Casi místico, Tu viejita, Sueños rotos, La patria me llama y Fin de semana. Son 24 temas casi sin pausa, con una fuerza brutal y una gran respuesta del público. El recital contó con un setlist de 52 canciones también ejecutadas casi de corrido.
Ese año editaron también un DVD bajo el mismo nombre que incluía registros filmográficos de los 24 temas del CD, más un set de 14 temas grabados en blanco y negro en un recital de fin de año en el ex Cine y Teatro Central. En esta segunda parte sí se incluyen covers: Sobre un vidrio mojado(kano/Pierpaoli), Tu Cambiaras (L.L. Armentos/ P. Herrero), Un Beso y una flor(J.L. Armentos/P.Herrero) y Torturador(Gabriel Pelufo/G.Parodi/G.Mariott/F.hernandez); siendo esta última dedicada a José "Nino" Gavazzo, Manuel Cordero y Gregorio "Goyo" Álvarez, represores y dictador condenados por Crímenes de Lesa Humanidad, quienes entonces se encontraban aún en libertad. Esa noche rompieron el récord de 52 canciones ejecutadas por una banda en territorio uruguayo que ellos mismos habían establecido en mayo.

### Volumen 10 (2008)
2008 es el año en el cual Trotsky Vengarán saca su décimo disco de estudio titulado "Volumen 10". Se graba bajo la producción artística de Gustavo Parodi, el cual elige como lugar de grabación al Teatro Unión de San Carlos por su buena acústica para tales fines. La intención de Parodi fue remontar el estilo de grabación de los años 60 y 70 donde las bandas grababan sus discos en los mismos lugares en los que tocaban, es decir, el estudio se movía hacia el sitio de grabación. Fue grabado durante el mes de septiembre en la ciudad de San Carlos, Maldonado. La mezcla se realizó en el estudio Arizona por Parodi y Federico Langwagen en octubre del mismo año. El arte fue hecho por Santiago Guidotti.
Este disco, grabado por el sello Montevideo Music Group, contiene 13 canciones de las cuales dos son covers: Llueve y Bailando en la Oscuridad.
Esta última es un cover de la muy conocida canción de Los Traidores, banda de rock uruguayo de los 80.
Ese mismo año, la banda toca en varios sitios importantes como por ejemplo Hard Rock Café en México, Salón Pueyrredón en Argentina, Ancel Fest, donde Hugo Díaz y Héctor Souto acompañan al mítico Marky Ramone junto a otros músicos; Semana de la Cerveza de Paysandú, Recitales Coca Cola en Montevideo y por último cierran el año tocando en La Trastienda Montevideo en una especie de presentación del Volumen 10.
El 15/5 tocan en el Teatro de Verano Ramón Collazo, junto a Graffolitas, Alejandro Tuvi y La Chancha.

### Todo para ser feliz (2010)
Noveno disco de estudio de la banda y primero editado simultáneamente tanto en Uruguay a través de Montevideo Music Group, como en Argentina a través del sello Popart Music y en Colombia a través del sello Carnaval Records. Al igual que varios discos anteriores, las bases fueron grabadas en los primeros días de julio de 2010 en los estudios Del Abasto (Bs As – Arg.) bajo la batuta de Álvaro Villagra. Las voces y overdubs se grabaron en los estudios ElePe, en Montevideo - Uruguay. En los meses de agosto y septiembre del 2010, se mezcla y masteriza también por Álvaro Villagra.
El disco muestra a la banda en plena madurez compositiva, manejando un abanico de influencias que van desde el hardcore más duro hasta las baladas más dulces y plasmando en 12 canciones su trabajo más original hasta la fecha. Un sonido nuevo, muy cuidado en la producción.
Cuenta con la participación especial del cantante de Kapanga, Martín “Mono” Fabio en el tema “Noche de Rock”, Guille Bonetto (cantante de Los Cafres) en “Moja mi Corazón” y Hernán Valente (cantante de Cadena Perpetua) en “Flores de Cardo”. Guzmán Mendaro (Hereford) participa en guitarra acústica en los temas, “El cielo”, “Alas negras”, “Dejaté llevar” y “Viene cantando”. Álvaro Villagra participa en piano en “Las Penas”.

### Colecciónes históricas (2012)
En 2012 sale a la venta un disco doble recopilatorio con temas de todos los discos de la banda hasta el momento, pasando por toda su carrera. El primer disco cuenta con 17 canciones y el segundo 18, teniendo 35 en total.
Entre ellas se incluye una versión inédita del cover "Un beso y una flor" que fue regrabada en 2007.

### Cielo salvaje (2013)

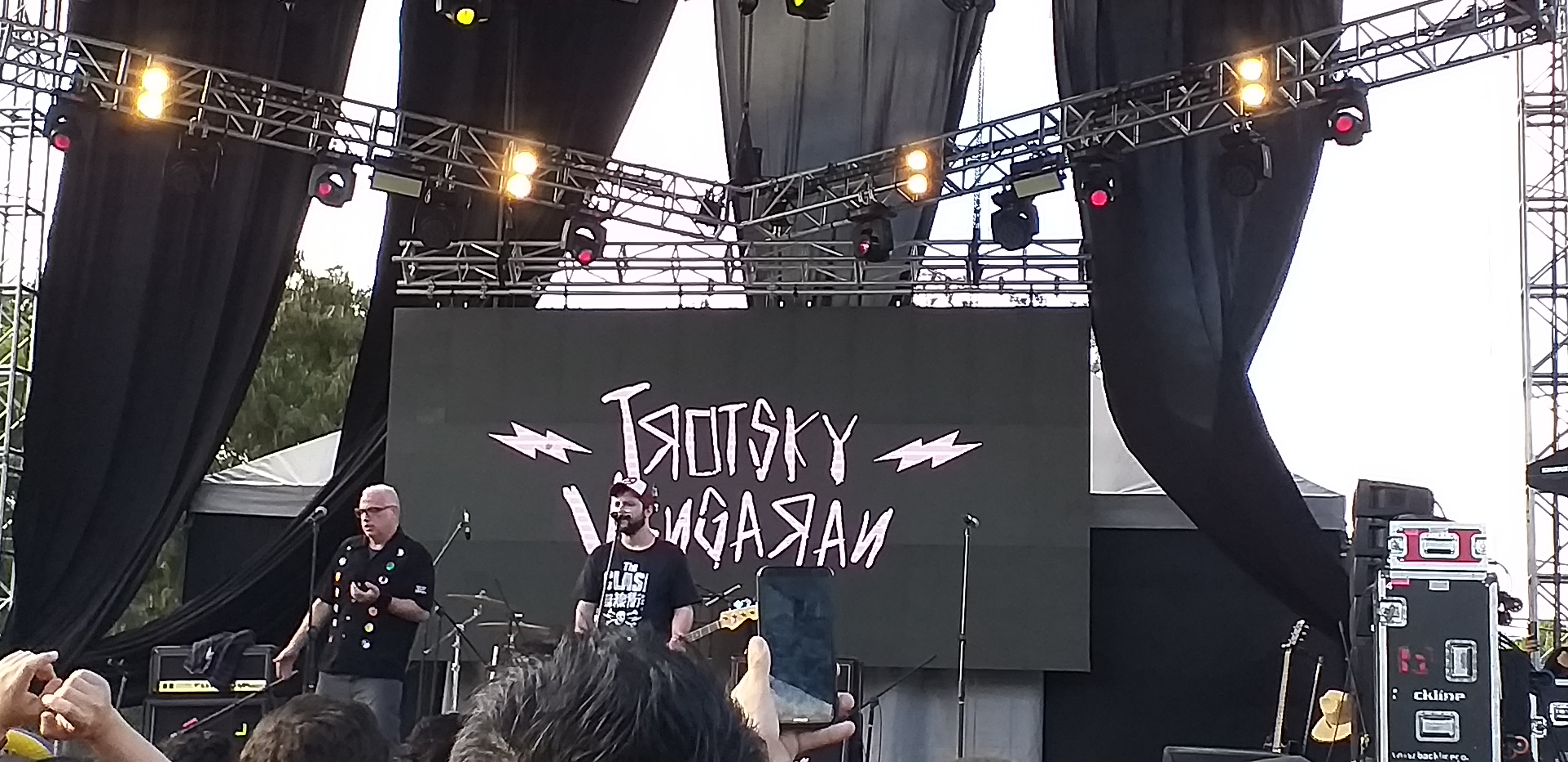
Presentación en la ciudad de Medellín.

En septiembre de 2013 sale a la venta Cielo Salvaje, décimo álbum de la banda. Lo más llamativo del disco es su sonido. 
La grabación estuvo a cargo de Javier Longhi, productor que recomendó a la banda hacer un proceso de remasterización en Estados Unidos con el ingeniero de sonido Dave Collins. Esta persona tiene un amplio currículum y trabajó con artistas de la talla de The Police, Mötley Crüe o Blink-182, entre muchos otros. También estuvo a cargo de la producción de sonido de un amplio abanico de películas, como Jurassic Park.
El resultado de esta remasterización es un sonido mucho más nítido y pulido, que fue reconocido por sus aficionados y por los críticos.
Fue presentado en vivo de forma oficial el 28 de septiembre de 2013 en el Teatro de Verano bajo una intensa lluvia. A pesar del mal estado del tiempo, los fanáticos acompañaron a la banda y terminó convirtiéndose en un concierto memorable.

### Juegues donde juegues (2015)
En agosto de 2015 editan "Juegues donde juegues", un álbum grabado en vivo los días 27 y 28 de febrero de 2015 en Bluzz Live y el 28 de septiembre de 2013 en el Teatro Ramón Collazo (Teatro de Verano), en Montevideo. Participan como invitados: Gabriel Peluffo (Buitres) (voz en "Las penas" y "Noche de rock") y Michel Illa (Agente 86) (guitarra en "Fuego en la sangre" y "Las penas").

### Relajo pero con orden (2016)
A finales del 2016 sacan a la venta el disco "Relajo pero con orden", editado por Bizarro Records. El disco fue grabado entre julio y agosto en Montevideo, masterizado en Buenos Aires y producido por la banda. Contiene 12 canciones, siendo 192 Manga el principal sencillo y con la colaboración en "Patas Cortas" de Los Prolijos. Fue presentado el 29 de abril de 2017 en el Teatro de Verano. El arte fue hecho por Santiago Guidotti.

### Los Valientes (2018)
En noviembre de 2018 sale a la venta el décimo segundo trabajo de la banda: Los Valientes, editado por Bizarro Records. Los cortes de difusión de este disco son "Hasta Mañana" y "Tarde de Sol". Arte a cargo de Gonzalo Eyherabide y Santiago Guidotti.
Fue presentado en vivo oficialmente los días 21 y 22 de junio de 2019 en la Trastienda.

### Noche de Rock en Medallo (2020)
Disco grabado en vivo en la ciudad de Medellín en agosto de 2019, y sale al público en septiembre del 2020, grabado ante un público eufórico y enloquecido por la banda uruguaya , siempre que visitan Medellín  los hacen sentir como en casa, y la banda como agradecimiento graba su primer disco y DVD por fuera de su país.

### Todo está por pasar (2022)
A partir de marzo de 2020 la banda se vio obligada a suspender sus shows por algunos meses debido a la pandemia de COVID-19, y eso generó que sus miembros comenzaran a reunirse a ensayar y trabajar en nuevas ideas. No obstante, decidieron no avanzar en ese proceso creativo para no contaminar las canciones con las sensaciones negativas y de inseguridad que reinaban en ese momento. 
Por ese motivo tomaron la decisión reconvertir muchas de sus canciones clásicas en un formato acústico con el fin de poder retomar las presentaciones en vivo, cosa que finalmente pudieron hacer a partir de setiembre de 2020, una vez que desde el gobierno se permitieron los shows con protocolos sanitarios. Estos shows de 2020 y 2021 fueron con el público sentado y con uso obligatorio de tapabocas, entre otros protocolos obligatorios. En estas condiciones también fue llevado a cabo el concierto más importante de la banda, en el Antel Arena el 13 de marzo de 2021 (que oringinalmente había sido programado para mayo de 2020). Por cuestiones de aforo la capacidad del recinto se vio disminuida de 15 000 espectadores a poco más de 2500.
Ya en el verano de 2022, y después de algunos shows sin restricciones sanitarias la banda confirmó que había retomado el proceso de composición de nuevos temas. Durante algunas presentaciones en vivo más adelante en el año fueron adelantados los temas "El tsunami", "14 de julio" y "Ya me fui".
Después de 4 años sin publicar material nuevo, el 23 de septiembre de 2022 lanzan el sencillo "El Comienzo del Final", seguido por "Todo está por pasar", el 21 de octubre del mismo año.
Finalmente el disco salió en plataformas digitales el 9 de diciembre de 2022 y el día 16 del mismo mes en formato físico. Es el decimotercer trabajo de estudio de la banda y cuenta con 12 canciones.
La grabación del álbum fue en Argentina en el estudio El Abasto y estuvo a cargo de Álvaro Villagra, quien ya había trabajado con ellos en los discos "Yo No Fui" (1999), "Durmiendo Afuera" (2001), "Todo Para Ser Feliz" (2010) y "Los Valientes" (2018). El arte fue hecho por Santiago Guidotti.

## Miembros

### Miembros actuales
- Guillermo Peluffo - voz (1991-presente)
- Hugo Díaz - guitarra, voz (1991 -presente)
- Guillermo "Cuico" Perazzo - batería, voz (1991 -presente)
- Juan Pablo Granito - bajo, voz (2014 -presente)

- Michel Illa - 2.ª guitarra en algunas canciones en vivo (2016-presente)

### Miembros anteriores
- Ignacio Guasch - guitarra (1991-1995)
- Marcelo Abreu - bajo (1991-1995)
- Felipe Di Stefani - bajo (1995-1997)
- Nicolás Pequera - bajo (1997-2001)
- Héctor Souto - bajo (2001-2014)

## Discografía

### Discos de estudio
- 01- Salud, Dinero y Dinero (1994) Editado en Uruguay (Ruta 66)
- 02- Clase B (1996) Editado en Uruguay (Orfeo)
- 03- Yo no fui (1999) Editado en Uruguay (Universal Music)
- 04- Durmiendo Afuera (2001) Editado en Uruguay (Koala Records)
- 05- Todo lo Contrario (2002) Editado en Uruguay (Koala Records)
- 06- Pogo (2003). Editado por Koala Records.
- 07- 7 Veces Mal (2005) Editado en Uruguay (Koala Records) y Argentina (Barca Discos)
- 08- Hijo del Rigor (2006) Editado en Uruguay (Koala Records)
- 09- No estamos solos (2007) Editado por Koala Records.
- 10- Volumen 10 (2008) Editado en Uruguay (Montevideo Music Group) y Argentina (Pinhead Records)
- 11- Todo para ser felíz (2010) Editado en Uruguay (MMG), en Argentina (Popart Discos) y en Colombia (Carnaval Records)
- 12- Cielo Salvaje (2013) Editado en Uruguay (Bizarro Records)
- 13- Relajo pero con Orden (2016) Editado en Uruguay (Bizarro Records)
- 14- Los Valientes (2018) Editado en Uruguay (Bizarro Records)
- 15- Todo está por pasar (2022) Editado en Uruguay (Bizarro Records)

### Discos en vivo
- Pogo (2003) Editado en Uruguay (Koala Records)
- No estamos solos (2007) Editado en Uruguay (Koala Records) y Argentina (Pinhead Records)
- Juegues donde juegues (2015) Editado en Uruguay (Bizarro Records)
- Noche de rock en Medallo (2020)
- Pogo Edición Aniversario (2024) Editado en Uruguay (Bizarro Records)

### Recopilaciones
- Colección Histórica (2012) Editado en Uruguay (Bizarro Records)

### Videoclips
- Reflejo (Salud, dinero y dinero)
- Un beso y una flor (Clase b)
- Tu lugar (Clase b)
- Por vos (Yo no fui)
- Mueve que te mueve (Yo no fui)
- Tocando fondo (Yo no fui)
- Una vez más (Durmiendo afuera)
- Todo puede estar mucho peor (Todo lo contrario)
- Historias sin terminar (Todo lo contrario)
- Ni olvido ni perdón (Pogo)
- 3 veces mal (7 veces mal)
- Cerca del infierno (7 veces mal)
- La tierna pesadilla (Hijo del rigor)
- Noche alucinante (Volumen 10)
- Llueve (Volumen 10)
- Noche de rock (Todo para ser feliz)
- Déjate llevar (Todo para ser feliz)
- En el final (Cielo salvaje)
- Cielo salvaje (Cielo salvaje)
- 192 Manga (Relajo pero con orden)
- Mas allá o mas acá (Relajo pero con orden)
- A la luna (Relajo pero con orden)
- Ellos me buscan a mi (Relajo pero con orden)
- Hasta mañana (Los valientes)
- Tarde de sol (Los valientes)
- El comienzo del final (Todo está por pasar)
- Todo está por pasar (Todo está por pasar)
- Tsunami (Todo está por pasar)

### DVD
- Pogo (2003) Editado en Uruguay (Koala Records)
- No estamos solos (2008) Editado en Uruguay (Koala Records) y en Argentina (Pinhead Records)
- Juegues donde Juegues (2015) Editado en Uruguay (Bizarro Records)
- Noche de rock en Medallo (2019)